# Pieter Kikkert (burgemeester)

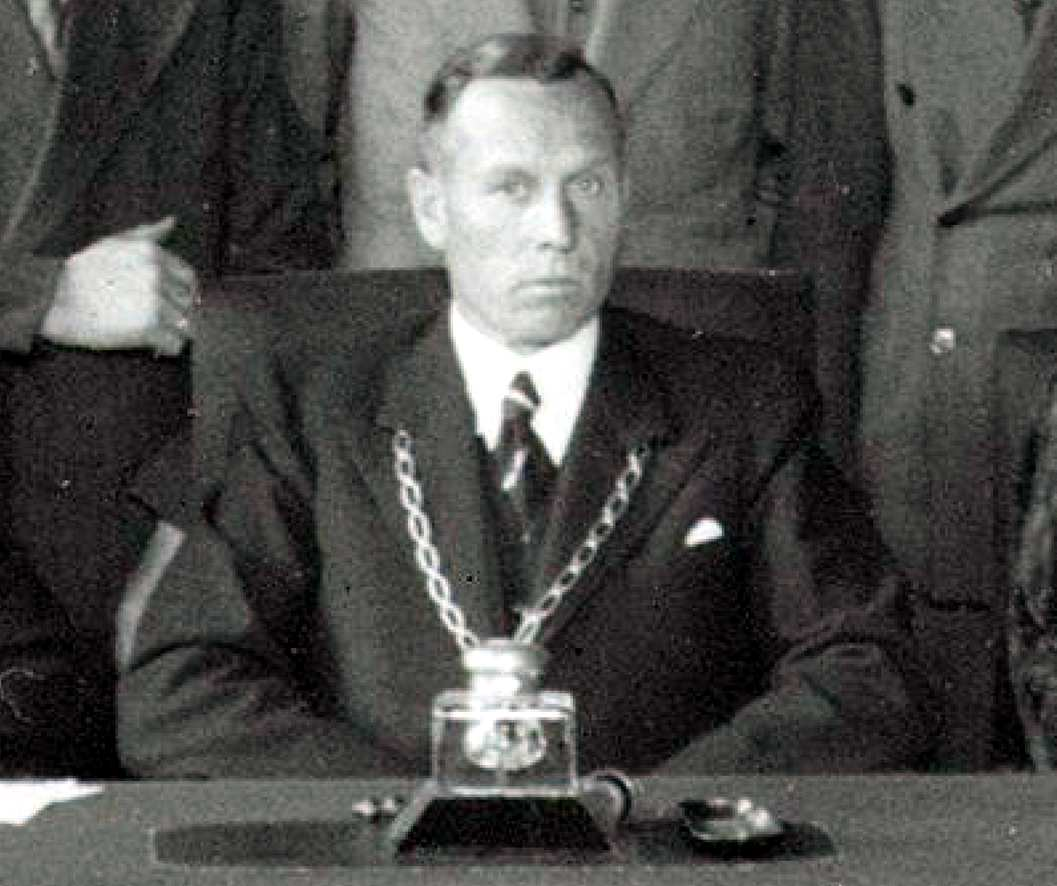
In raadzaal van Purmerend, 1942

Pieter Kikkert (Den Helder, 11 april 1897 – Bergen, 16 november 1967) was een Nederlands burgemeester.

## Leven en werk
Kikkert wordt geboren als zoon van een welgestelde landbouwer. In zijn geboorteplaats doorloopt hij het middelbaar onderwijs en volgt een studie gemeenteadministratie. Reeds op jonge leeftijd wordt hij benoemd als commies ter secretarie der gemeente Alkmaar. 
Op 24-jarige leeftijd wordt hij in 1922 benoemd als directeur van de district-arbeidsbeurs. In 1926 wordt hij burgemeester van Koedijk.
Op 4 mei 1932 wordt Pieter Kikkert de nieuwe burgemeester van de gemeente Beemster. Hij volgt daar burgemeester W. de Geus op, die in maart onverwacht is overleden. In het begin van de jaren dertig van de twintigste eeuw wordt hij door de regering bovendien aangesteld als rijksinspecteur van de werkverschaffing in Noord-Holland over 't IJ. In Beemster is hij alom gewaardeerd en wordt in de media omschreven als een beminnelijk mensch, kalm en doelbewust. Ook zijn echtgenote, bekend als zangeres, geniet enig aanzien.

### Burgemeesterschap van Purmerend
In juni 1939 wordt bekend dat hij per 1 juli het burgemeesterschap van Purmerend heeft aanvaard. Op deze zaterdag worden hij en zijn gezin, gezeten in een open auto, feestelijk ingehaald in zijn nieuwe gemeente. Vooraf heeft het gemeentebestuur de burgerij verzocht de vlag uit te steken. Met veel feestvertoon maakt hij een rijtoer door de stad. Op de Koemarkt zingen de kinderen van alle lagere scholen vervolgens het Wilhelmus.
Kort na zijn aantreden in een periode van internationale spanningen krijgt hij al te maken met zaken als mobilisatie en oorlogsdreiging. Hieraan refereert hij op 5 september 1939 tijdens de eerste raadsvergadering van het nieuwe college. In deze week wordt het luchtbeschermingsapparaat gedeeltelijk in werking gesteld en worden er stamkaarten voor de voedseldistributie uitgereikt. Hij doet een appel op de eensgezindheid van de raadsleden en indirect ook op die van de burgerij.
Op 6 februari 1940 opent hij het nieuwe Stadsziekenhuis. In september 1940 doet hij na ongeregeldheden een dringende oproep aan de burgerij om de orde en rust te handhaven.
Kikkert blijft tot in 1944 aan. De bezetter, in dit geval de commissaris-generaal voor bestuur en justitie, ontslaat dat jaar in juni een reeks Nederlandse burgemeesters. Met ingang van 17 juni is Kikkert een van hen.

### Familie
Kikkert trouwde te Heerhugowaard op 14 juli 1920 met Neeltje Kostelijk (1898-1984). Uit dit huwelijk werden twee zoons geboren. Hij overleed in het Noord-Hollandse Bergen in 1967. 